# ココナッツ・グローヴ火災
ココナッツ・グローヴ火災（英：Cocoanut Grove fire）とは1942年11月28日に米国のボストンにあったナイトクラブで発生した火災である。492人の死者を出したこの火事はアメリカ史上最悪のナイトクラブ火災として知られ、イロコイ劇場火災についで米国史上2番目に最悪の建物火災となった。
この火災はアメリカが第二次世界大戦に参戦してから最初の感謝祭の週末に発生し、現場となったクラブは定員の2倍以上の人々が中にいる中で発生された。火災は電線のショートが原因と考えられ、戦時下で不足していたフロンガスの代わりとして空調設備に当時使用されていたクロロメタンが火と有毒ガスを含む煙の勢いを強くさせた上に、出口のほとんどはロックされていた。その結果中に居た客はうまく逃げられずに煙に巻かれ、多数の死者が出た。オーナーのバーニー・ウェランスキーがこの火災の法的責任を問われ、4年ほど収監された後、彼が死ぬ数週間前に釈放された。
東海岸への敵国の侵略を念頭に置いた訓練などを日頃から行うなどしていたため、被害者の救急対応に当たった周辺の病院は準備が万端であった。この火災では出来たばかりの血液バンクの有用性を証明し、火傷治療の前進を促した。また、火災を受けて公共施設に関する消防法が改正され、可燃性の高い装飾の使用や非常ドアの施錠、及び回転ドアのみの出入り口も禁止された。 

## クラブ
ココナッツ・グローヴはミッキー・アルパートとジャック・レナードという二人のオーケストラ指揮者により禁酒法時代真っ只中の1927年に開店した。開店後程なくしてスピークイージーとなり、彼らのパトロンだったマフィア関係者が経営権を握った。両者は火災発生時点では経営に関与していなかったが、アルパートは火災発生時にクラブで演奏していたバンドのリーダーであった。
1931年以降はマフィアのボスであったボストン・チャーリーことチャールズ・ソロモン が2年後に暗殺されるまで経営権を握り、彼の死後にバーネット・ウェランスキーに経営権は相続された。ウェランスキーは表向きはより一般向けのイメージを演出したが、裏ではマフィアや当時のボストン市長だったモーリス・J・トービンとのコネを自慢する人だった。ウェランスキーは金に汚い事でも知られ、未成年を低賃金でボーイに雇ったり、ウェイターに不良を雇ったりしていた他、客が代金を踏み倒すのを防ぐ為出口を隠す行為などを行っていた。
ココナッツ・グローヴが入居していた建物は元々は倉庫とガレージだったが、食堂やバー、ラウンジなどが入り組む複雑な1.5階建ての施設に生まれ変わった。火災発生一週間前には付属する建物に新たにラウンジが開設された。このラウンジは客に南の島のような雰囲気の食事やダンスを提供するもので、屋根は夏季には開放され星空の下でのダンスが出来る仕様のものだった。壁の装飾にはレザーレット、ラタン、竹のカバーが採用され、天井には重いカーテンと紺色のサテンキャノピーが使用されていた。食堂の支柱はヤシの木を模し、照明器具はヤシの実を模していた。この内装は地下のメロディーラウンジまで続いていた。

## 背景
レストランの他にもダンスやショーなどをを楽しめた「グローヴ」はボストン市内で最も人気のナイトスポットであった。また俳優や歌手が来店した際にはメートル・ディが他の客に来店したと宣言し、「カリカチュア・バー」ではそれまで来店した有名人の似顔絵が展示されていた。
壁の装飾はタバコやマッチを想定した通常の発火試験に合格した材料が使用されていた。装飾用の布は設置時に耐火性を高める為硫酸アンモニウムを使用した事になっているが、それが維持されたという記録は残っていない。戦時下である事もあり、冷房用のフロンガスは使用できず、発火性の高いクロロメタンが代用されていた。
火災があった日カレッジフットボールでボストンカレッジがホーリークロス大学に敗れた為、その日予定されていた祝勝会が中止になっていた。ボストンカレッジのファンであったトービン市長もこの日行く予定だったのをキャンセルした。その日、ものまね芸人のアーサー・ブレイク がヘッドライナーを務めていた。

## 火災
事故調査の報告書によれば火災は午後10時15分頃にメロディー・ラウンジで発生したとされる。ラウンジを灯していたのは葉っぱに隠されたココナッツを模した燭台から発せられていた低出力の電灯で、発生時には人工のヤシの木に囲まれていた回転ステージ上でグディー・グデルという名の歌手兼ピアニストが演奏をしていた。プライバシーを保つ為兵士と思われる若い男性が付き合っていた彼女とキスするために電球を外した。外された電球を元に戻すよう指示された当時16歳のボーイだったスタンリー・トマシュスキーは電球を戻す為椅子の上に登ったが、暗くなっていた為マッチに火を点けた上で電球を戻す作業を行った。電球を付けた後はマッチの火を消したという。生存者による目撃証言によればこの直後に天井の真下にあった葉っぱに火がついていたとされ、ボーイが付けたマッチは葉っぱの近くにあったと思われるが、最終報告書ではそのマッチが原因だったかどうかは確定出来ず、最終的な火元は不明とされた。
ウェイターらは初期消火を試みたが失敗し、火事は装飾を伝って広がり始めた。最終手段として燃えている葉っぱを天井から遠ざけようとしたがこれも失敗し、瞬く間に火災は部屋中に広がり、室内に居た人々に火の粉や生地の破片が降り注いだ。炎はそのまま上の階まで伝わり、避難しようとした客に降り注ぎ、火の玉が通路や「カリカチュア・バー」や「ブロードウェイ・ラウンジ」を経由して建物内の他のエリアを包み、中央のレストランとダンスフロアへ演奏の準備をしていたオーケストラもろとも燃え広がり、最終的に火災発生からわずか5分後には建物全体に火が燃え広がった。逃げ惑う客らは必死に出口を探したが一つを除き全て使えないか隠された状態だった
客の多くは入った時に使ったメインエントランスから逃げようとしていたが、メインエントランスに使われていた一つだけの回転ドアに人が殺到し、群集事故が発生した為使用できなくなっていた。回転ドアに殺到した人々の圧力で最終的に壊れたが、火の手は瞬く間に酸素を求めてドア付近まで回り、避難しようとしていた客を焼き尽くした。現場に駆けつけた消防士は中に入るためドアに水をかけなければいけないほどだった。
他の出口も同様に使い物にならなかった。サイドドアは食い逃げを防ぐ為ボルト留めされていた他、窓も木の板で覆われていて、避難に使えなくなっていた。ブロードウェイ・ラウンジにあったドアはロックされていなかったが、中に開く仕様だった為群集事故が発生しそこから出ることが不可能になった。消防当局者はもしこのドアが外に開いていたら少なくとも300人は生還出来たと語っている。
付近のバーからは非番の軍人が救助に駆けつけた他、消防士は遺体を引っ張り出していたが、遺体のあまりの熱さに火傷を負うのも中にはいた。夜が更けるにつれ、気温は下がり、地面の水は凍りホースはそれにより固定されてしまった。新聞社のトラックは救急車として徴発された他、被害者は生死問わず氷水を浴びることとなった。消火にあたった消防士の証言では被害者の中にはあまりに熱い煙を吸ったため、外の冷たい空気を吸った途端に倒れたものもいたという。
その後現場の後片付けをしていた際、建物内に入った消防士は席に座りドリンクを持ったまま煙と炎に巻かれて死亡した人を数人見つけたという。

## 犠牲者と生存者

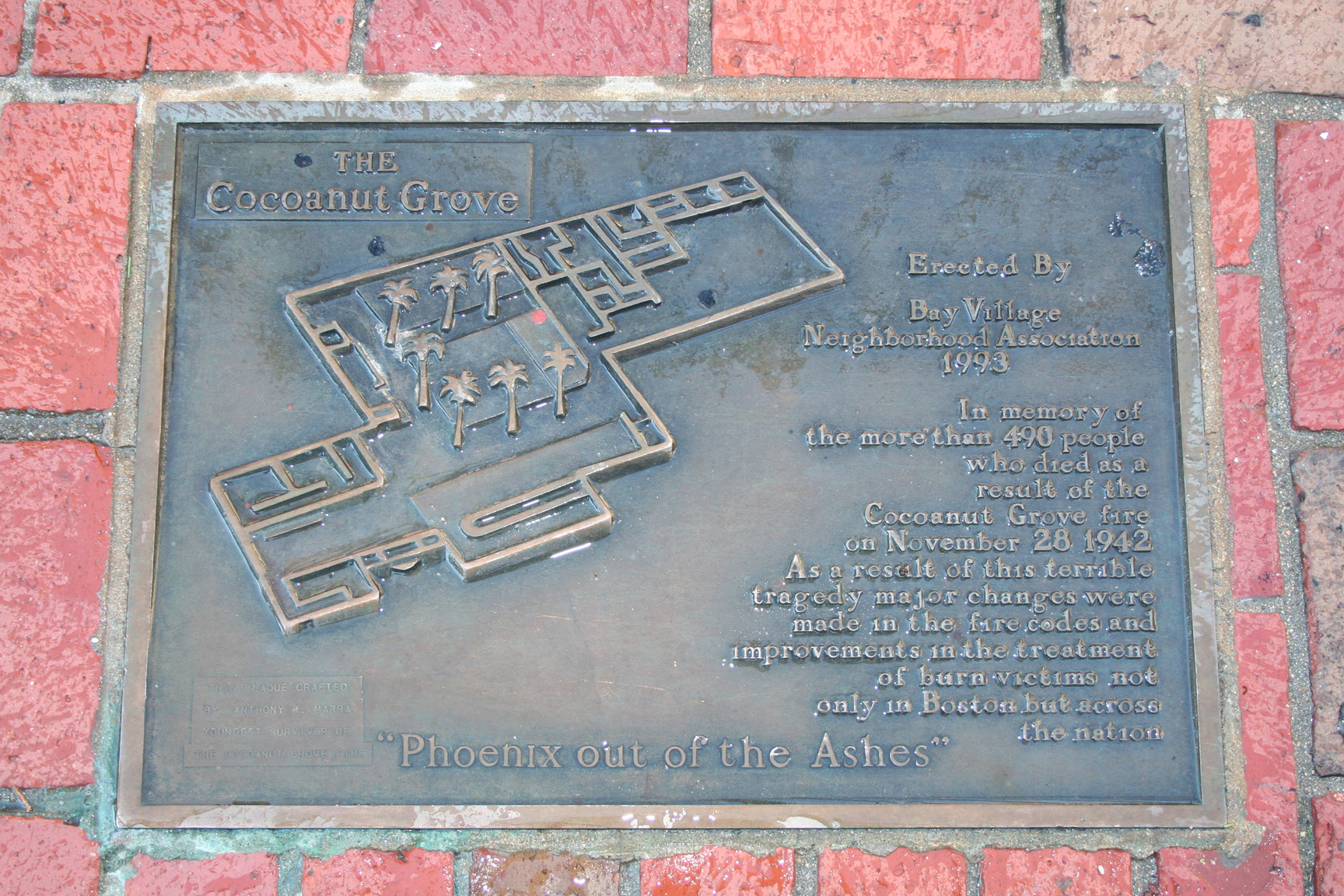
火災を後世に伝える銘板

地元紙は死者の名簿や生存者の状況を伝えた。当時有名な俳優だったバック・ジョーンズは火災に巻き込まれた被害者の一人で、ジョーンズの妻は一旦は脱出したものの彼のマネージャーで映画プロデューサーだったスコット・ダンラップを見つけるため戻ったと説明したが、実際にはテーブルの下で重度の火傷を負って意識不明の状態で発見されため、彼女の説明には疑念が残ることとなった。ジョーンズは発見後すぐに病院へ運ばれたが2日後に死亡した。ダンラップは重傷を負ったが一命を取り留めた。
ココナッツ・グローヴの従業員は建物の比較的被害の少なかった裏方のレイアウトや出入り口に詳しかった事もあり犠牲になった人は比較的少なかった。食堂の向かいにあった二重扉がウェイターにより開かれ、客が避難に使えた事実上唯一の出口となった。また、火災発生時演奏していたバンドの内音楽監督のバーニー・ファジオリを含む数名が焼死したものの、大多数が裏口にあった通用口をこじ開けて脱出した。アルパートは地下にあった窓から他の数人とともに脱出した他、ベーシストをやっていたジャック・レズバーグは生還し、その後2005年に死ぬまでルイ・アームストロングやサラ・ヴォーン、レナード・バーンスタインなどの音楽家と一緒に仕事をする事になる。

レジ担当のジャネット・ランゾーニ、エンターテイナーのグディー・グデル、バーテンダー3人などのメロディーラウンジにいた客や店員はキッチンに逃げ込んだ。この内バーテンダーのダニエル・ワイスはラウンジを出る時に濡らした紙ナプキンで口を覆いながら脱出した。キッチンにいた人たちはサービスバーの上にある窓とこじ開けられた通用口を通して脱出した。また5人ほどが大型冷蔵庫に逃げ込み生還した他、数人ほどが冷蔵箱の中で生き延びた。彼らは10分ほど経過した時点で救助された。
アメリカ沿岸警備隊隊員のクリフォード・ジョンソンは当時付き合っていた彼女を探すため少なくとも4回ほど燃え上がる建物内に再突入していた（その彼女は結局無傷で脱出していた）。ジョンソンは皮膚の実に55％の部分にIII度熱傷を負うというかなりの重傷だったものの生還し、その当時で一番大きな火傷から生還した人となった。ジョンソンは2年近くの入院生活と何百回もの手術の末看護師と結婚し故郷のミズーリへ戻ったが、火災から14年後の1956年に交通事故で焼死した。
最終的にココナッツ・グローヴ火災は建物火災としては1903年にシカゴで発生したイロコイ劇場火災（602人死亡）に次いで米国史上最悪の被害を出し、209人の死者を出したリズム・クラブ火災から2年しか経たない内により被害の大きい火災が発生したことになった。

## 捜査
この火災の調査報告書によると、火災発生の10日前にはボストン市消防局の所長による立入検査があり、その時点では建物が安全と認定されていた事が判明した。また同時に、 このクラブがここ数年飲食店としての営業許可を取っていなかった事も発覚した。出火の原因となったボーイのトマシュスキーも本来であればここで働く事は出来なかった。 そして直近の改装も建築許可無しで行われ、施工を行った業者も未登録の業者だった。
トマシュスキーは事情聴取を受けたものの最終的に本人が建物の耐火性に関わっていない事もあり釈放されたが、1994年に死去するまで村八分に近い扱いを受けたという。
消防局は火災や死者が大量に出た事への原因を調査したが、なぜ火災が発生したかは遂に断定する事は出来なかった。しかし火災が火災が急速に広まった原因を火元となったメロディーラウンジの密閉された構造での一酸化炭素の蓄積と酸素の欠乏と断定した。その後ラウンジから一酸化炭素が漏れ出し、通路や階段の酸素と混ざり、そこから熱風が発生。階段の壁や天井カバーに使われていたピロキシリンに引火し、火の勢いが一気に強くなったとしている。この報告書では他にも火災現場の安全基準違反や可燃性の高い素材の使用、犠牲者を増やす原因となったドアの構造にも言及している。
1990年代にはボストンの元消防士で研究者のチャールズ・ケニーは戦時下でフロンガスが不足していた事もありガス冷媒として可燃性の高い塩化メチルが使用されていた事を突き止めた。ケニーは火災調査報告書ではなく平面図ではメロディーラウンジの壁の向こう側にエアコンユニットが開戦後に設置されたとしている。他にも火災現場の写真は火元を模造ヤシの木裏の壁と推測し、不完全な配線がショートし、壁に使用されていた塩化メチルに引火したのではないかと推測している。塩化メチル火災は現場で報告された火災の状況（火の色、臭いや被害者の症状）と合致している部分があるが、このガスが1.7倍空気よりも重いためなぜ天井にまで火が達したのかは追加の説明が必要である。
火災発生から70年となる2012年にボストン市警察は目撃者の取り調べの記録を公表した。トマシュスキーら複数人(第１部)はメロディーラウンジでの火災発生の状況の目撃証言を提供した。この内二人ほどは発火の状況を「閃光」と表現し、トマシュスキーはガソリン火災のように天井まで広がったと証言した。火の前の方は薄青色で、他の部分は明るい色だったともしている。またこのラウンジの常連だったという別の人は(第２部)装飾のヤシの木がしばしば発火していたものの、その都度消火されていた事もあり火災発生当初は気に留めていなかったとしている。

## 法的な影響
様々な法律や基準を違反していたにも関わらずコネのおかげでココナッツ・グローヴを営業し続けていたウェランスキーは19の過失致死罪に問われ（これは犠牲者の内に無作為に選ばれた19人分のものである）、1943年に12~15年の懲役刑を宣告された。ウェランスキーは4年弱服役した後にマサチューセッツ州知事に就任したトービンにひっそりと恩赦された。ガンを患った事もあり、1946年12月にノーフォルク刑務所を出所した。出所した時ウェランスキーは報道陣に「他の人達と一緒に火事で死ぬべきだった」と語った。釈放から9週間後に死去した。
火災発生後、マサチューセッツを始めとした各州は法律を改正し、中に開く扉や可燃性の高い装飾品の使用を禁止した他、非常灯の常時点灯を義務付けた。 他にも回転ドアの横に外に開くドアの設置を義務付けられ、既存の施設にも後付けで設置することとされ、非常出口を塞ぐ事も禁止された。また、事故後「ココナッツ・グローヴ」という名前を使用する事がボストン市内で禁じられ、現在に至るまでその名前を使用した店舗はない。
これらの法律の違反者を執行するため、委員会が複数の州で設置された。この委員会はその後連邦法における消防法の一部やナイトクラブ、劇場、銀行、公共施設、そしてレストランの防火基準の元となった。またこの火災を受けて火災安全を専門とする組織の設立のきっかけとなっている。

## 医療への影響
この火災の実に83%の被害者はマサチューセッツ総合病院とボストン市病院 （当時、現・ボストンメディカルセンター）へと搬送された。このうちマサチューセッツ総合病院は114人の火傷を負った被害者を、ボストン市病院は300人以上を収容した。ボストン市病院には11秒ごとに1人の被害者が搬送されたと推測され、これはアメリカ史上最大の民間病院への患者の流入とされている。それにも関わらず両病院は受け入れ体制が充分に整っていた。 これは戦時下において東海岸中の病院が敵襲を想定した計画を練っていて、火災発生の一週間前にもドイツ空軍による空襲を想定した訓練を行っていた。マサチューセッツ総合病院では臨時の緊急物資の備蓄も行われていた。また、火災が発生した時間帯は丁度病院のシフト交代の時間帯だった事もあり、2シフト分の人員で被災者の対応を行う事が出来た。
しかしそれでも被害者の多くは搬送途中もしくは搬送されてすぐに亡くなった。当時のアメリカには多数傷病者事故に対応するためのトリアージは存在せず、その為生者と死者を選別するチームが送り込まれるまで既に手の施しようがない状態の人を蘇生しようとしていた。翌29日の朝の時点でボストン市病院へ搬送された300人の内わずか132人しか生存しておらず、マサチューセッツ総合病院では114人中75人が死亡した。最終的に熱傷で運び込まれた444人の内130人しか生存しなかった。
この火災においてマサチューセッツ総合病院が行った最初の管理上の決定の一つに、ホワイト棟の6階にある一般外科病棟を空にし、火災で発生した負傷者専用にする事だった。負傷者は全員そこに収容され、厳しい隔離を設け、更にその隔離区画の一部を着替えや手当用のスペースとされ、火傷や気管系の手当、モルヒネ投与を行う看護師のチームが編成された。
火災発生前の1942年4月にマサチューセッツ総合病院は地域初の血液銀行が設置され、戦時の備えとして血漿200袋分が常備されていた。この内147袋が29人の治療に役立てられた。 一方ボストン市病院では戦時体制の為民間防衛局が血漿500袋分を備蓄していて、93人の患者に他の病院やアメリカ海軍及び赤十字から提供されたものを含む延べ693袋分が使用された。今回の火災で使用された血漿の量は前年に起きた真珠湾攻撃以上のものだった。また、火災発生後数日もの間1200人以上の人々が3800袋分の献血を行った。
生存者は1942年内にはほとんどが退院出来たものの、何人かは集中治療を要した。1943年4月にマサチューセッツ総合病院から最後の生存者が退院し、ボストン市病院では5月に半年近くの闘病生活の末重度の火傷の末に死亡した。被害者の対応にあたった病院は彼らに対し一切の費用を請求しなかった。これを受け赤十字は各病院へ経済支援を行った。

### 熱傷患者の手当の進展

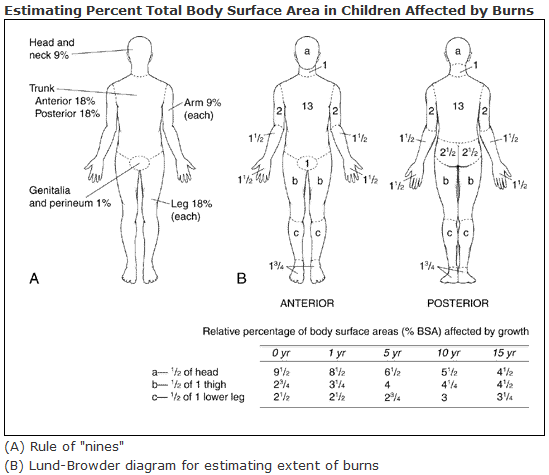
ランド・ブロウダー図表はココナッツ・グローヴ火災の経験を活かし1944年に初めて作られた

この火災は火傷や気道熱傷への対処の新しい方法を生み出すこととなった。ボストン市病院の医療チームを率いたチャールズ・ランド医師とニュートン・ブロウダー医師は1944年にこの火災での経験を基に"Estimation of the Areas of Burns"という論文を発表。現在に至るまで火傷治療の分野において最も引用されている論文の一つであるこの論文には火傷の範囲の推測に使用出来る図表が付記されていた。この図表はランド・ブロウダー図表と名付けられ、現在に至るまで世界中で使用されている。

#### 輸液療法
マサチューセッツ総合病院の医師であったフランシス・ダニエルズ・ムーアとオリバー・コープは患者の大多数が長時間に渡り多くの有毒物質や炭素等の高温粒子を含む非常に熱い空気と煙を吸入したため出血性気管支炎を発症したと判断し、彼らが先駆者であった輸液蘇生技術を火傷患者の治療に用いた。 火災発生当時は生理食塩水のみの注入は血漿を洗い流し、肺水腫のリスクを高めると考えられていた。したがって、マサチューセッツ総合病院に入院していた患者は火傷の程度に応じて血漿と生理食塩水を等しく混ぜた溶液が与えられたが、ボストン市病院に気管系の負傷で入院していた患者は必要に応じて水分が与えられた。 
その後の追跡調査では肺水腫の報告は入らず、ボストン市病院にて行われた調査では「今回の治療で使用された溶液はほとんどの場合気管系への目立った副作用はなく容態を安定させていた」と結論づけられた。 この経験は火傷治療の研究を更に進めることとなり、最終的にコープとムーアは1947年に患者の火傷の総表面積とベッドシーツから絞られた尿と液体の量の計算に基づいた輸液療法のための最初の包括的な処方が発表した。

#### 火傷治療
火災発生当時一般的だった火傷治療は「なめし工程」と呼ばれるタンニン酸を塗布するものであった。この「なめし工程」では革のような瘡蓋が出来、細菌の侵入や体液の流出を防ぐものであった。この治療法は時間のかかるものだった上、化学染料を塗布する前に火傷の部分をスクラブする必要があったため、患者に多大なる痛みを与えるものだった。
マサチューセッツ総合病院ではワセリンとホウ酸軟膏を塗布した柔らかいガーゼを用いるというコープにより発案され、ブラッドフォード・キャノンにより改良された新しい治療表を使用した。 患者は閉鎖病棟に隔離され、患者のケアには細心の注意を払った無菌技術が使用された。火災の一ヶ月後にはボストン市病院に当初入院していた132名の負傷者の内40人が火傷による合併症などで死亡し、マサチューセッツ総合病院に至っては入院した39名全てが火傷が原因で亡くなることは無かった(但し別の原因で7名が死亡している)。この経緯により、タンニン酸を使用した治療方法は徐々に廃止されていった。

#### 抗生物質
マサチューセッツ総合病院では全ての患者の初期治療にアメリカでは1941年に承認されたばかりのスルファジアジンが投与された。ボストン市病院では患者76名が平均11日もの間サルファ薬を投与された。 また、13名の生存者が人類で初めてペニシリンを投与された人々の内の一部となった。12月初旬にはメルク・アンド・カンパニーはアオカビを培養した培養液32リットルを急遽ニュージャージー州のラーウェイからボストンへと手配した。患者らは4時間ごとに5,000IU(約2.99mg)のペニシリンを投与された。今日ではこの量は少量ではあるが、当時は抗微生物薬耐性は珍しく、黄色ブドウ球菌はペニシリンに対し反応していた。これらの処置は植皮時の感染に対して非常に有効だった。ブリティッシュ・メディカル・ジャーナルはこう記した：
細菌学的研究の結果、熱傷の大部分が感染している事が示されましたが、実際に感染したという臨床的証拠がなく、最小限の傷痕を残して第2度熱傷は治癒しました。これらの深い火傷は異常なまでに浸潤性感染を起こしていない状態でした。
この火災でペニシリンが感染予防への有効性を示した事により、アメリカ合衆国政府は軍隊向けのペニシリン生産及び供給を補助する事を決定した。

#### 精神的トラウマ
マサチューセッツ総合病院の精神科医であったエーリッヒ・リンドマンは犠牲者の遺族を追跡調査し、「Symptomatology and Management of Acute Grief」という論文を1944年に開かれたアメリカ精神医学会の100周年総会で発表した。
リンドマンが機能不全に至るレベルの悲しみへの研究の基礎を築き上げていたのと同時期に、アレクサンドラ・アドラーは生存者500人以上に11ヶ月ほどの精神医学的観察や質問を行い、発表した研究結果はPTSD研究としては最古の一つとなった。生存者の内半分以上は少なくとも3ヶ月は不安や神経過敏を訴えた他、火災時に短時間意識を失った生存者は特に酷い精神的ダメージを負っていた事がわかった。アドラーは生存者の内ボストン市病院で治療を受けた54%の生存者及びマサチューセッツ総合病院で治療を受けた44%の生存者は「心的外傷後神経症」を発症しているとし、生存者の家族や友人の過半数が精神疾患に相当する動揺を示し、何かしらの介入が必要だったと結論づけている。また、アドラーは一酸化炭素などの有毒ガスを吸引、または酸素が不足した事により視覚障害や脳損傷という後遺症を抱えた生存者を見つけた事も発表している。

## かつての現場と記念碑
火災現場が1944年に取り壊された後、周囲は都市再開発が行われ、一帯の道路は廃止または改名が行われた。ココナッツ・グローヴの住所はボストンのダウンタウン近くにあるベイビレッジ地区のピードモント通り17番地であった。この住所はその後数十年もの間駐車場のものとして使われた。メインエントランスを始めとするクラブの大部分の土地は現在はリビア・ホテルの一部になり、クラブの一部だけが現在もあるショームト通りに接していた。この残っている部分及びショームト・ストリート・エクステンションと呼ばれたクラブの跡を横切る形で建設された延伸部分は2013年にココナッツ・グローヴ・レーンに改名された。2年後の2015年には現場の跡地にコンドミニアムが建てられ、住所はピードモント通り17番地とされた。

1993年にはベイビレッジ町内会がクラブ横の歩道に記念碑を設置した。この記念碑は火災の生存者最年少だったアンソニー・P・マラにより作られ、碑にはこう書かれている:

1942年11月28日のココナッツ・グローヴ火災で犠牲となった490人以上をここで追悼する。この悲惨な悲劇により、消防法に様々な改正や火傷治療の改善がボストンのみならず国中で行われた。「灰より飛び立つ不死鳥」

この記念碑は数回移動され、その度に議論を呼んだ。また、今あるものよりも後世に伝えられる記念碑を作る為の委員会が設置されている。